# Епархия Сакраменто
Епархия Сакраменто (лат. Dioecesis Sacramentensis) — епархия Римско-Католической церкви в городе Сакраменто, штат Калифорния, США. Епархия Сакраменто входит в митрополию Сан-Франциско. Кафедральным собором епархии Сакраменто является Собор Святого Таинства.

## История
28 мая 1886 года Святой Престол учредил епархию Сакраменто, выделив её из епархии Гресс-Валли (в настоящее время упразднена) и архиепархии Сан-Франциско.
27 марта 1931 года и 13 января 1962 года епархия Сакраменто передала часть своей территории новым епархии Рино и епархии Стоктона.

## Ординарии епархии
- епископ Патрик Мэног[англ.] (28.05.1886 — 27.02.1895)
- епископ Томас Грейс[англ.] (27.02.1896 — 27.02.1921)
- епископ Патрик Джозеф Джеймс Кин[англ.] (17.03.1922 — 01.09.1928)
- епископ Роберт Джон Армстронг[англ.] (04.01.1929 — 14.01.1957)
- епископ Джозеф Томас Макгакен[англ.] (14.01.1957 — 19.02.1962) — назначен архиепископом Сан-Франциско
- епископ Олден Джон Белл[англ.] (30.03.1962 — 11.07.1979)
- епископ Фрэнсис Энтони Куинн[англ.] (18.12.1979 — 30.11.1993)
- епископ Уильям Кеннет Вейганд[англ.] (30.11.1993 — 29.11.2008)
- епископ Хайме Сото[англ.] (с 29.11.2008)

## Источник
- Annuario Pontificio, Libreria Editrice Vaticana, Città del Vaticano, 2003, ISBN 88-209-7422-3